# Thor-Delta
Il Thor-Delta era un razzo vettore utilizzato dalla NASA tra il 1960 e il 1962. Faceva parte della famiglia di razzi Thor. Si trattava di un razzo a tre stadi. Il primo stadio era costituito da un razzo Thor modificato; il secondo stadio era un razzo Delta, che costituiva un'evoluzione del razzo Able, usato nella prima versione dei razzi vettore Thor; il terzo stadio era costituito da un razzo Altair.
Il Thor-Delta venne impiegato per 12 lanci, di cui 11 ebbero successo; l'ultimo lancio venne effettuato nel settembre del 1962. I lanci più importanti riguardarono i satelliti ECHO 1, Telstar 1 e OSO 1.
Dal Thor-Delta ha avuto origine la famiglia di razzi Delta, che viene usata ancora oggi.